# 島根大学教育学部附属中学校
島根大学教育学部附属中学校（しまねだいがくきょういくがくぶふぞくちゅうがっこう）は、かつて島根県松江市にあった国立の中学校。
2019年度に島根大学教育学部附属義務教育学校後期課程に移行した。

## 沿革
- 1947年（昭和22年）4月22日 - 島根師範学校男子部附属中学校として開校。
- 1949年（昭和24年）6月7日 - 島根大学創立に伴い、島根大学島根師範学校附属中学校と改称。
- 1950年（昭和25年）4月1日 - 島根青年師範学校附属中学校、定時制高等学校を合併。
- 1951年（昭和26年）4月1日 - 島根師範学校の解消に伴い、島根大学教育学部附属中学校と改称。
- 1971年（昭和46年）4月3日 - 松江市菅田町の新営校舎に移転完了。
- 2019年（平成31年）4月1日 - 島根大学教育学部附属義務教育学校後期課程として開校。

## 信条
道義と真実に生きる
平和と友愛に徹する
勤労と創造に勤める

## 部活動
- 陸上
- サッカー
- ソフトテニス
- バスケットボール（男子）
- 卓球
- 剣道
- 美術
- オーケストラ
- コーラス

## 出身者
- 佐野史郎 - 俳優
- 澄田信義 - 島根県知事
- 出雲阿国 - お笑い芸人
- 園山俊二 - 漫画家
- 矢富盟祥 - 金沢大学名誉教授
- 田中俊太郎 - バリトン歌手
- 田中伸一 - テノール歌手、指揮者
- 奥村康 - 順天堂大学名誉教授

## 学校周辺
- 千手院 - しだれ桜は松江市指定文化財。
- 島根大学旧奥谷宿舎 - 国の登録有形文化財
- 島根大学総合博物館アシカル
- 菅田庵 - 国の史跡および名勝